# Paul Julius Möbius
Paul Julius Möbius (Lipsia, 24 gennaio 1853 – 8 gennaio 1907) è stato uno scienziato e neurologo tedesco, la cui notorietà è dovuta principalmente alla scoperta della Sindrome di Möbius ed al controverso libro "L'inferiorità mentale della donna" considerato un "classico" di razzismo anti-femminile.

## Biografia
Nipote del famoso matematico tedesco August Ferdinand Möbius ha dedicato il suo lavoro alle malattie nervose funzionali (isteria, nevrastenia, emicrania).
È stato direttore del Policlinico neurologico dell'Albert-Verein.
Tra le sue scoperte quella che ancora oggi viene definita la Sindrome di Möbius, dovuta ad ipotrofia o forte carenza di alcuni nervi cranici, la Malattia di Moebius concentrata sull'emicrania oftalmoplegica e Sintomo di Moebius la turba della convergenza oculare nella malattia di Basedow.
Parallelamente al suo lavoro di medico fu un autorevole rappresentante dell'età positivistica e scientista, con numerosi interventi di tipo filosofico, e pubblicò numerosi lavori che fecero anche scalpore.

## Le polemiche sulla differenza mentale tra uomo e donna
Molte polemiche nacquero intorno alla sua pubblicazione più discussa Über den physiologischen Schwachsinn des Weibes del 1900 in cui sono contenute numerose teorie sulle differenze fisiche e spirituali tra i sessi. Il suo libro è ancora oggi considerato una delle fonti principali del razzismo femminile.
La teoria del suo saggio L'inferiorità mentale della donna, è così riassunta da Franca Ongaro che ha introdotto la prima versione italiana: "Moebius si preoccupa di dimostrare (negando che in questa sua dimostrazione ci sia un implicito giudizio di valore) l'inferiorità fisiologica della donna rispetto all'uomo, per dedurre la necessità di continuare ad escluderla dal gioco sociale".
Citando studi scientifici sul peso del cervello umano da cui si rilevavano differenze di peso tra i cervelli dell'uomo e della donna (1362 grammi per l'uomo e 1212 grammi per la donna) e anche misure diverse (57 centimetri di circonferenza per il cervello maschile e 55 per quello femminile), Moebius procede nel tracciare la sua teoria, citata nel titolo del libro.

## Le pubblicazioni
- Sulle nevrosi ereditarie, 1879
- Il nervosismo, 1882
- Diagnostica generale delle nevrosi, 1886
- Storia della malattia di J.J.Rousseau, 1889
- L'emicrania, 1894
- La scomparsa limitata della vista, 1895
- Il morbo di Basedow, 1896
- Sull'inferiorità mentale della donna, 1900
- Sul mal di testa, 1902